# Andrena acerba
Andrena acerba är en biart som beskrevs av Warncke 1967. Andrena acerba ingår i släktet sandbin, och familjen grävbin. Inga underarter finns listade i Catalogue of Life.